# Windecken
Windecken – dzielnica Nidderau w powiecie Main-Kinzig w Hesji. Leży na lewym brzegu rzeki Nidder w dolinie Wetterau u podnóża pasma Vogelsberg na wysokości 128 m npm, około 12 km na północny zachód od Hanau. W 2019 dzielnicę zamieszkiwało ponad 6,6 tysiąca osób. Na jej obszarze znajdują się ruiny zamku w Windecken. Trzy czerwone krokwie w kolorze złotym w herbie Windecken wskazują od około 1276 roku, czasów Ulryka I Założyciela, miejscowość należała do hrabstwa Hanau.

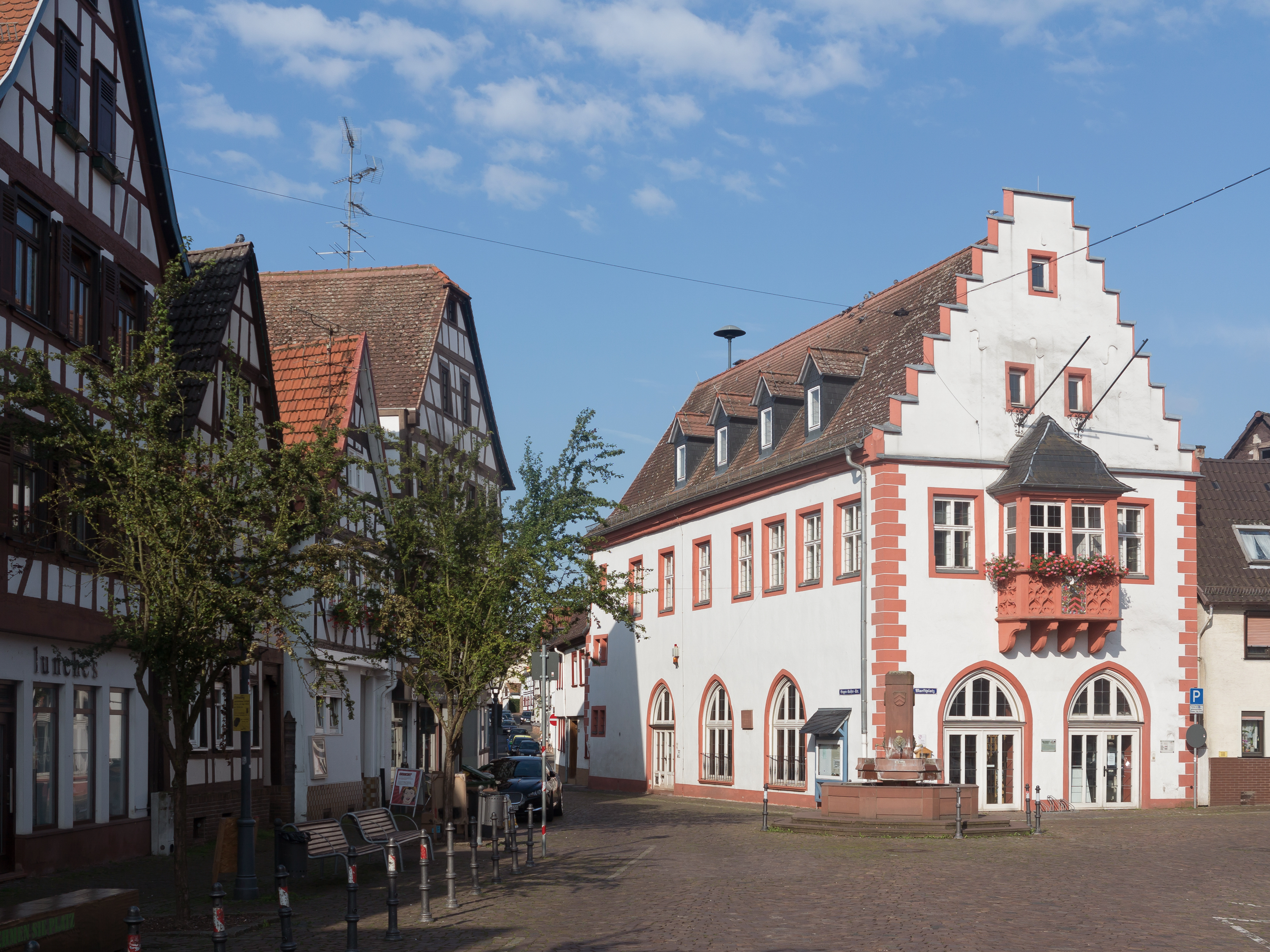
Ratusz
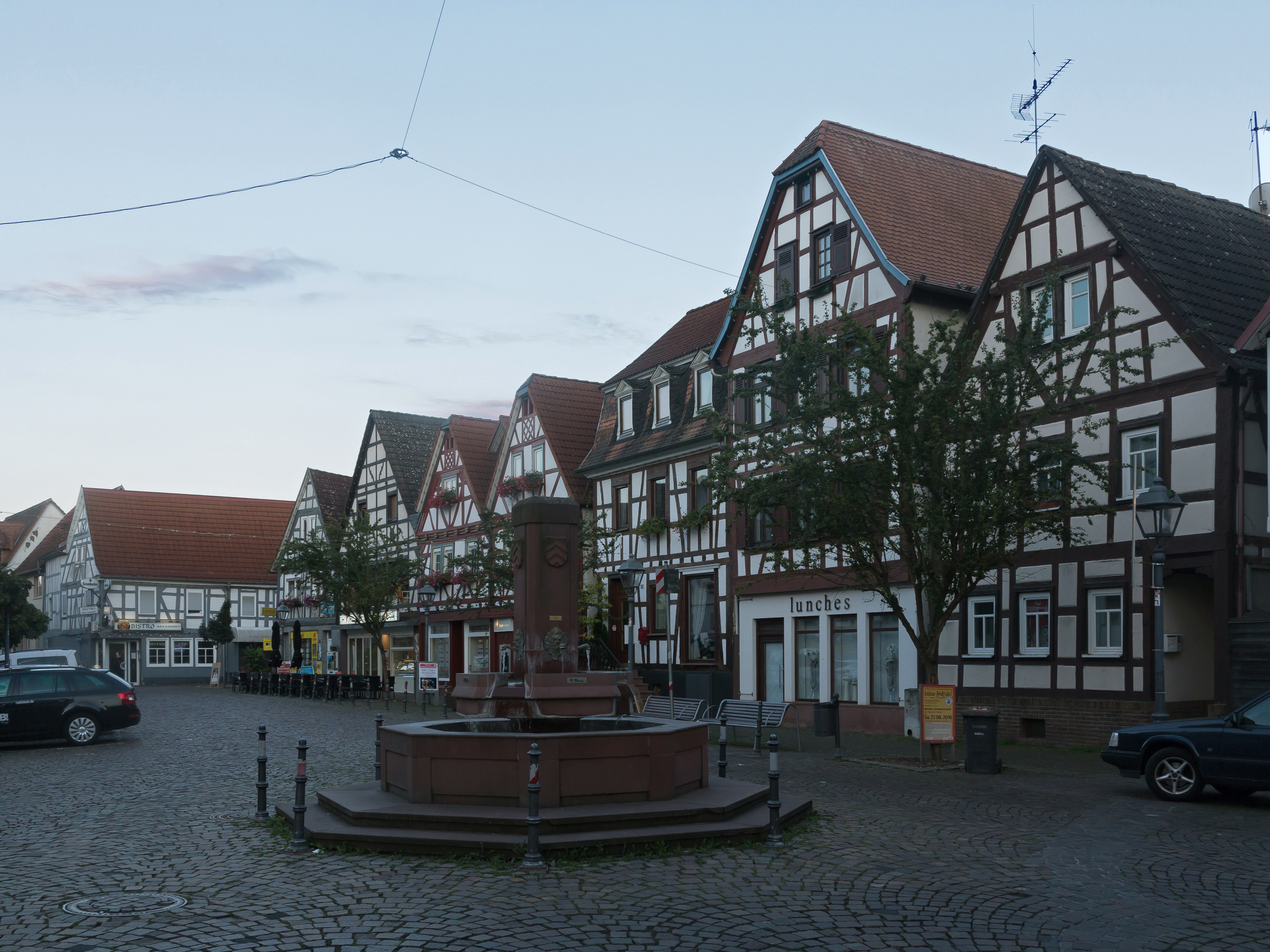
Rynek
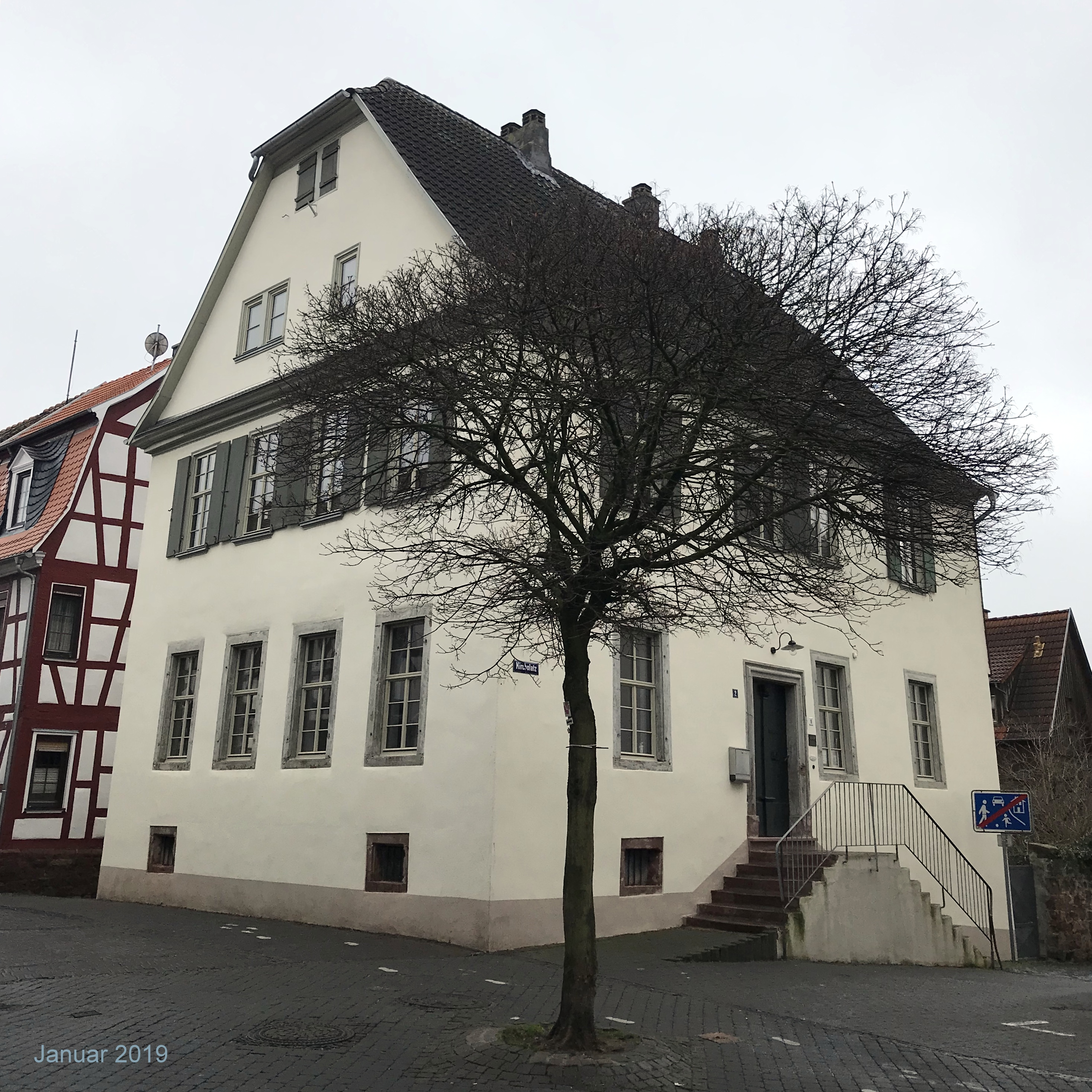
Plebania
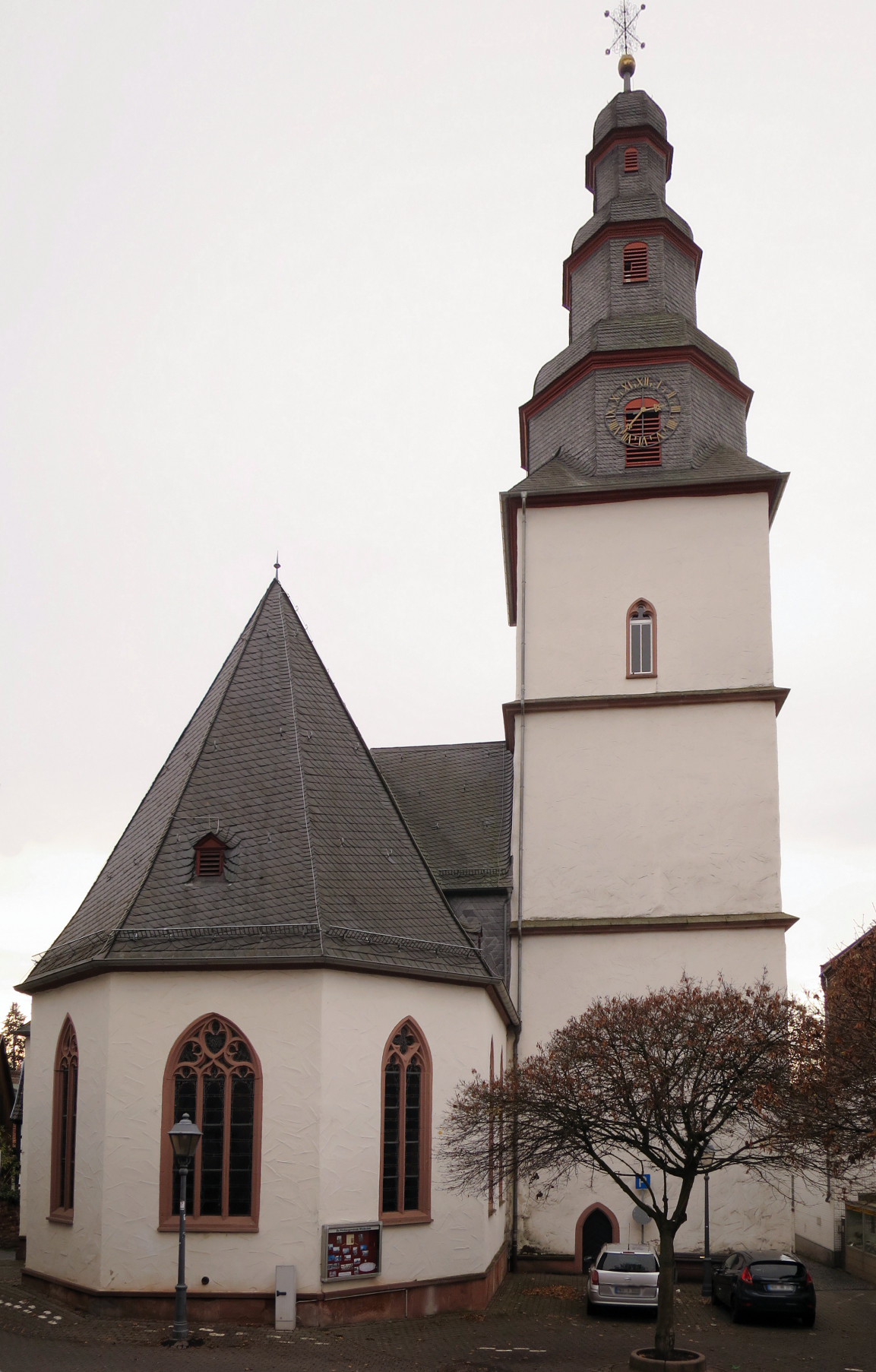
Kolegiata